# Little Indian Sioux River
Der Little Indian Sioux River ist ein 52 km langer Fluss im St. Louis County im Nordosten des US-Bundesstaates Minnesota nahe der Grenze zu Kanada. Der Flusslauf liegt im Wildnisgebiet Boundary Waters Canoe Area Wilderness (BWCAW) sowie im Staatswald Superior National Forest.

## Verlauf
Der Little Indian Sioux River hat seinen Ursprung in dem kleinen See Otter Lake. Dieser wird vom größeren Cummings Lake gespeist. Der Little Indian Sioux River fließt anfangs 10,5 km nach Westen. Anschließend wendet er sich nach Norden. Er durchquert eine mit Sumpf- und Waldgebieten geprägte Hügellandschaft. Bei Flusskilometer 21 liegt der kleinere Wasserfall „Sioux Falls“ (⊙) am Flusslauf. Bei Flusskilometer 13 kreuzt der „Echo Trail“ (⊙), eine durch das Gebiet verlaufende Nebenstraße, den Fluss. Dort befindet sich auf der westlichen Seite ein Parkplatz sowie zwei Zugangspunkte für Kanutouren auf dem Fluss: direkt oberhalb der Straßenbrücke der BWCA Zugangspunkt 9 – Little Indian Sioux River (Süd) sowie 550 m flussabwärts der BWCA Zugangspunkt 14 – Little Indian Sioux River (Nord). Zwischen den beiden Zugangspunkten verläuft eine Portagestrecke. Der Little Indian Sioux River fließt unterhalb des Echo Trail weiter nach Norden und mündet schließlich in das Südufer des Loon Lake, durch welchen die Staatsgrenze zu Kanada verläuft. Etwa 5 Kilometer oberhalb der Mündung liegen die beiden kleinen Seen „Upper Pauness Lake“ und „Lower Pauness Lake“ am Flusslauf. Der Little Indian Sioux River entwässert etwa 255 km².

## Kanutouren
Der Little Indian Sioux River und die umliegenden Gewässer sind für Kanutouren erschlossen. Eine interaktive Karte von BWCAW zeigt die Portagestrecken zwischen den umliegenden Gewässern sowie entlang Flussabschnitten, die nicht oder schwierig per Kanu befahrbar sind.